# قائمة أغاني لطيفة المصورة
تعتبر لطيفة من الفنانات الأوائل في مجال الفيديو كليب والسينما كليب أيضاً، وتمتلك أيضاً أكبر رصيد من الأغاني المصورة..
وقد تسلمت عدة جوائز على فيديو كليبات عديدة مثل كليب واضح، كرهتك،
- التتابع الزمني لكليبات لطيفة من الأحدث إلى الأقدم :

## إنتاج 2024
| الأغنية     | اسم الالبـوم | إخراج ‏            | صُورت في |
| ----------- | ------------ | ----------------- | ------- |
| الحياة سكرة | مفيش ممنوع   | وليد ناصيف        | مصر     |
| أنا المرسى  | مفيش ممنوع   | جميل جميل المغازي | مصر     |
| الورق       | مفيش ممنوع   | شريف ترحيني       | مصر     |
| مطول الوجع  | مفيش ممنوع   | شريف ترحيني       | مصر     |
| نويت أعانده | مفيش ممنوع   | جميل جميل المغازي | مصر     |
| ضعف الإحساس | مفيش ممنوع   | وليد ناصيف        | مصر     |
| بتقول جرحتك | مفيش ممنوع   | وليد ناصيف        | مصر     |
| مفيش ممنوع  | مفيش ممنوع   | وليد ناصيف        | مصر     |
| يا ليالي    | مفيش ممنوع   | وليد ناصيف        | مصر     |

## إنتاج 2023
| الأغنية  | اسم الالبـوم | إخراج ‏            | صُورت في |
| -------- | ------------ | ----------------- | ------- |
| طب أهو   | لطيفة 2023   | جميل جميل المغازي | مصر     |
| سحابة صي | لطيفة 2023   | جميل جميل المغازي | مصر     |

## إنتاج 2022
| الأغنية          | اسم الالبـوم | إخراج ‏      | صُورت في                          |
| ---------------- | ------------ | ----------- | -------------------------------- |
| مربوحة           |              |             |                                  |
| من بلدي          | لطيفة 2022   | شريف ترحيني |                                  |
| أحسن أحسن        | لطيفة 2022   | شريف ترحيني | <div style="text-align: center;" |
| حبيبو            | لطيفة 2022   | شريف ترحيني | <div style="text-align: center;" |
| هنعيشها مرة وحدة | لطيفة 2022   | شريف ترحيني | <div style="text-align: center;" |
| أعطيني دم        | لطيفة 2022   | شريف ترحيني | <div style="text-align: center;" |
| طار طار          | لطيفة 2022   | شريف ترحيني | <div style="text-align: center;" |

| الأغنية | اسم الالبـوم | إخراج ‏     | صُورت في    |
| ------- | ------------ | ---------- | ---------- |
| حلم     | أغنية منفردة | وليد ناصيف | الجيزة،مصر |

## إنتاج 2021
| الأغنية | اسم الالبـوم | إخراج ‏    | صُورت في    |
| ------- | ------------ | --------- | ---------- |
| الأستاذ | أغنية منفردة | فادي حداد | الجيزة،مصر |

| الأغنية | اسم الالبـوم | إخراج ‏    | صُورت في    |
| ------- | ------------ | --------- | ---------- |
| الأستاذ | أغنية منفردة | فادي حداد | الجيزة،مصر |

## إنتاج 2020
| الأغنية    | اسم الالبـوم | إخراج ‏      | صُورت في     |
| ---------- | ------------ | ----------- | ----------- |
| خليني      | أغنية منفردة | أحمد القيعي | القاهرة،مصر |
| في الأحلام | أقوى وحدة    | أحمد القيعي | القاهرة،مصر |
| أخبروني    | أغنية منفردة | وليد ناصيف  | بيروت،لبنان |

## إنتاج 2019
| الأغنية | اسم الالبـوم | إخراج ‏    | صُورت في     |
| ------- | ------------ | --------- | ----------- |
| أمي     | منفردة       | أحمد جمال | بيروت،لبنان |
| شاغلني  | منفردة       | فادي حداد | بيروت،لبنان |

## إنتاج 2018
| الأغنية | اسم الالبـوم | إخراج ‏    | صُورت في     |
| ------- | ------------ | --------- | ----------- |
| فريش    | فريش         | فادي حداد | بيروت،لبنان |

## إنتاج 2016
| الأغنية                | اسم الالبـوم        | إخراج ‏     | صُورت في |  |
| ---------------------- | ------------------- | ---------- | ------- |  |
| مكتوبلي                | أحلى حاجة فيا       | وليد ناصيف | لبنان   |  |
| اللي اتعملته من الدنيا | أغاني مسلسل كلمة سر | سعد هنداوي | القاهرة |  |

## إنتاج 2015
| الأغنية           | اسم الالبـوم  | إخراج ‏     | صُورت في     |
| ----------------- | ------------- | ---------- | ----------- |
| يا حياتي أنا جنبك | أحلى حاجة فيا | وليد ناصيف | بيروت،لبنان |

## إنتاج 2014
| الأغنية       | اسم الالبـوم  | إخراج ‏     | صُورت في     |
| ------------- | ------------- | ---------- | ----------- |
| أحلى حاجة فيا | أحلى حاجة فيا | وليد ناصيف | بيروت،لبنان |
| بالعربي       | أحلى حاجة فيا | وليد ناصيف | لبنان،بيروت |
| بحه بحه       | أحلى حاجة فيا | وليد ناصيف | لبنان،بيروت |

## إنتاج 2010
| الأغنية  | اسم الالبـوم | إخراج ‏     | صُورت في                           |
| -------- | ------------ | ---------- | --------------------------------- |
| مملوح    | أتحدى        | نهلة الفهد | دبي، الإمارات العربية المتحدة     |
| نارك حطب | أغنية منفردة | نهلة الفهد | الشارقة، الإمارات العربية المتحدة |
| كل واحد  | أتحدى        | نهلة الفهد | دبي، الإمارات العربية المتحدة     |

## إنتاج 2009
| الأغنية    | اسم الالبـوم           | إخراج ‏     | صُورت في                  |
| ---------- | ---------------------- | ---------- | ------------------------ |
| أنا عارفة  | في الكام يوم اللي فاتو | نهلة الفهد | دولة قطر                 |
| سيبني شوية | في الكام يوم اللي فاتو | نهلة الفهد | الإمارات العربية المتحدة |
| لو فاكر    | في الكام يوم اللي فاتو | نهلة الفهد | الإمارات العربية المتحدة |

## إنتاج 2008
| الأغنية                | اسم الالبـوم           | اخراج ‏          | صُورت في |
| ---------------------- | ---------------------- | --------------- | ------- |
| في الكام يوم اللي فاتو | في الكام يوم اللي فاتو | ستيفان ليوناردو | فرنسا   |

## إنتاج 2007
| الأغنية       | اسم الالبـوم                    | اخراج ‏        | صُورت في |
| ------------- | ------------------------------- | ------------- | ------- |
| امنلي بيت     | معلومات أكيدة                   | رنده الشهال   | لبنان   |
| الحومة العربي | معلومات أكيدة (النسخة العالمية) | فابيان ريموند | تونس    |
| عشقانه        | معلومات أكيدة                   | سعيد الماروق  | مصر     |
| شفته بعيني    | معلومات أكيدة                   | سعيد الماروق  | لبنان   |

## إنتاج 2006
| الأغنية   | اسم الالبـوم                  | اخراج ‏       | صُورت في.    |
| --------- | ----------------------------- | ------------ | ----------- |
| بنص الجو  | معلومات أكيدة                 | سعيد الماروق | لبنان       |
| مشية مارد | غير رسمي(أغنية وطنية منفردة)  | غير معروف    | مصر (ستديو) |
| الدفا     | غير رسمي(أغنية خليجية منفردة) | جوزيف الطويل | عمان        |
| أشوفك     | غير رسمي(أغنية منفردة)        | أمين عطيه    | تونس        |

## إنتاج 2005
| الأغنية | اسم الالبـوم                       | اخراج ‏          | صُورت في     |
| ------- | ---------------------------------- | --------------- | ----------- |
| خلوني   | Les Plus Belles Chansons De Latifa | ستيفان ليوناردو | تونس، فرنسا |

## إنتاج 2003
| الأغنية      | اسم الالبـوم                                      | اخراج ‏          | صُورت في |
| ------------ | ------------------------------------------------- | --------------- | ------- |
| ماتروحش بعيد | ماتروحش بعيد                                      | ستيفان ليوناردو | فرنسا   |
| مدرده        | غيررسمي (أغنية وطنية أُذيعت يوم قصف أمريكا للعراق) | سليم الترك      | لبنان   |

## إنتاج 2002
| الأغنية         | اسم الالبـوم           | اخراج]]   | صُورت في |
| --------------- | ---------------------- | --------- | ------- |
| إلى طغاة العالم | غير رسمي (أغنية وطنية) | محمد بكير | مصر     |

## إنتاج 1999-2000
| الأغنية     | اسم الالبـوم | اخراج ‏       | صُورت في |
| ----------- | ------------ | ------------ | ------- |
| انشالله     | واضح         | غير معروف    | تونس    |
| واضح        | واضح         | مروان التوني | مصر     |
| يلانغني     | واضح         | محمد بكير    | مصر     |
| رحلة الزمان | واضح         | محمد بكير    | فرنسا   |
| كرهتك       | واضح         | محسن أحمد    | مصر     |
| أجلت همومي  | واضح         | باسم كريستو  | لبنان   |

## إنتاج 1998
| الأغنية         | اسم الالبـوم   | اخراج ‏       | صُورت في |
| --------------- | -------------- | ------------ | ------- |
| تلوموني الدنيا  | تلوموني الدنيا | طارق العريان | مصر     |
| بينسوا          | تلوموني الدنيا | مازن الجبلي  | أمريكا  |
| ياغدار          | تلوموني الدنيا | مازن الجبلي  | أمريكا  |
| بيني وبينكم     | تلوموني الدنيا | مازن الجبلي  | أمريكا  |
| العاشقين        | تلوموني الدنيا | مازن الجبلي  | أمريكا  |
| من ينقذ الإنسان | تلوموني الدنيا | مازن الجبلي  | أمريكا  |

## إنتاج 1997
| الأغنية | اسم الالبـوم | اخراج ‏          | صُورت في |
| ------- | ------------ | --------------- | ------- |
| الغنوه  | الغنوه       | محسن أحمد       | مصر     |
| همسولي  | الغنوه       | رياض الكعبي     | تونس    |
| اتعزز   | الغنوه       | جمال عبد الحميد | مصر     |
| غدرت بي | الغنوه       | اشرف شيحه       | مصر     |
| نار     | الغنوه       | طارق العريان    | مصر     |

## إنتاج 1996
| الأغنية     | اسم الالبـوم | اخراج ‏        | صُورت في. |
| ----------- | ------------ | ------------- | -------- |
| ماوحشتكش    | ماوحشتكش     | مازن الجبلي   | مصر      |
| بلاش ترجع   | ماوحشتكش     | اشرف شيحه     | مصر      |
| استحاله     | ماوحشتكش     | محسن أحمد     | مصر      |
| حاسب        | ماوحشتكش     | اشرف شيحه     | مصر      |
| ياحياتي     | ماوحشتكش     | ايناس الدغيدي | مصر      |
| ياسيدي مسي  | ماوحشتكش     | ايناس الدغيدي | لبنان    |
| في يوم واحد | ماوحشتكش     | طارق الكاشف   | مصر      |

## إنتاج 1995
| الأغنية                 | اسم الالبـوم | اخراج ‏      | صُورت في.  |
| ----------------------- | ------------ | ----------- | --------- |
| وأخيراً (النسخة الأولى)  | وأخيرا       | طارق الكاشف | مصر       |
| وأخيراً (النسخة الثانية) | وأخيرا       | طارق الكاشف | تونس      |
| الموضوع منتهي           | واخيرا       | طارق الكاشف | تونس      |
| ان كان عالبعد           | وأخيرا       | طارق الكاشف | مصر       |
| انا قلبي عليل           | وأخيرا       | طارق الكاشف | غير معروف |
| الحق حق                 | وأخيرا       | طارق الكاشف | مصر       |
| في غيابك عني            | وأخيرا       | طارق الكاشف | مصر       |

## إنتاج 1994
| الأغنية          | اسم الالبـوم | اخراج ‏            | صُورت في   |
| ---------------- | ------------ | ----------------- | --------- |
| انا ماتنسيش      | انا ماتنسيش  | جميل جميل المغازي | مصر       |
| لما يجيبوا سيرتك | انا ماتنسيش  | غير معروف         | غير معروف |
| الخوف            | انا ماتنسيش  | طارق الكاشف       | تونس      |
| انا قد ما احبك   | انا ماتنسيش  | جميل جميل المغازي | مصر       |
| ثاني وثالث ورابع | انا ماتنسيش  | جميل جميل المغازي | مصر       |
| كتبت لك          | انا ماتنسيش  | عاطف سالم         | مصر       |
| مش حتلاقي        | انا ماتنسيش  | كريستانو فيدالي   | باريس     |
| متحكم وانت بعيد  | انا ماتنسيش  | طوني أبو الياس    | باريس     |

## إنتاج 1993
| الأغنية      | اسم الالبـوم | اخراج ‏          | صُورت في.  |
| ------------ | ------------ | --------------- | --------- |
| بحب في غرامك | حبك هادي     | جمال عبد الحميد | مصر       |
| حبك هادي     | حبك هادي     | طارق الكاشف     | مصر       |
| بيحسبوني     | حبك هادي     | غير معروف       | غير معروف |
| حيرني        | حبك هادي     | غير معروف       | مصر       |
| زي البحر     | حبك هادي     | غير معروف       | غير معروف |
| عمري مااصدق  | حبك هادي     | غير معروف       | غير معروف |

## كليبات قديمة
| الأغنية          | اسم الالبـوم           | اخراج ‏          | صُورت في.  |
| ---------------- | ---------------------- | --------------- | --------- |
| عشان بحبك        | عشان بحبك              | غير معروف       | غير معروف |
| بحبك بدالك       | أكثر من روحي           | مهدي القماطي    | غير معروف |
| اصالحك وماله     | بالعقل كده             | مهدي القماطي    | مصر       |
| اوعى تغير        | أكثر من روحي           | جمال عبد الحميد | غير معروف |
| الدنيا بتضحك ليا | الدنيا بتضحك ليا       | غير معروف       | غير معروف |
| اديني فرصة ثانية | بالعقل كده             | غير معروف       | غير معروف |
| اتحدى            | غير رسمي (أغنية وطنية) | غير معروف       | غير معروف |
| دمشق             | غير رسمي (أغنية وطنية) | غير معروف       | غير معروف |

## وصلات خارجية
- بعض الأغاني المصورة من موقع لطيفة اونلاين الرسمي